# カニクイアライグマ
カニクイアライグマ（Crab-eating Raccoon、学名：Procyon cancrivorus）は、哺乳綱食肉目アライグマ科アライグマ属に分類される哺乳類である。

## 分布
中央アメリカ（コスタリカ・パナマ）から南アメリカを原産地とする。

## 形態
頭胴長45-90cm、尾長20-56cm、体重4-10kg。アライグマとの主な違いは首筋の毛が頭部方向に向いていることや、より細長い爪、頑丈な臼歯などがあげられる。

## 生態
樹上性傾向が強く、単独で行動する夜行性の動物。多くの場合水辺で見られるものの、常緑樹林や平原に生息する場合もある。雑食性で、カニなどの甲殻類や貝類を主に食べるが、両生類（カエルなど）、小型のカメやその卵、昆虫、魚類、鳥類の卵、果実など幅広い食物を食べる。
原産地では7-9月にかけて1回あたりに2頭から7頭（平均3頭）の子を産む。子育ての時期にはメスの縄張り意識が強くなる。

## 外来種問題
日本ではペットとして導入されたアライグマが野生化し、大きな問題となっている。本種も同様の被害を発生させる恐れがあるため、外来生物法により特定外来生物に指定されている。したがって、販売や飼育は基本的に禁止されている。現時点では、日本の野外へ導入されたことや定着したといった記録は存在しない。
また、本種はアライグマ回虫の宿主でもあり、他の哺乳類に感染すると致命的な幼虫移行症を引き起こす危険性が指摘されている。